# Oedistoma iliolophus
Il beccolungo nano, anche noto come beccolungo dagli occhiali (Oedistoma iliolophus (Salvadori, 1876)), è un uccello passeriforme della famiglia Melanocharitidae.

## Etimologia
Il nome scientifico della specie, iliolophus, deriva dall'unione della parola latina ilium ("fianchi") con quella greca λοφος (lophos, "piuma"), col significato di "dai fianchi piumati".

## Descrizione

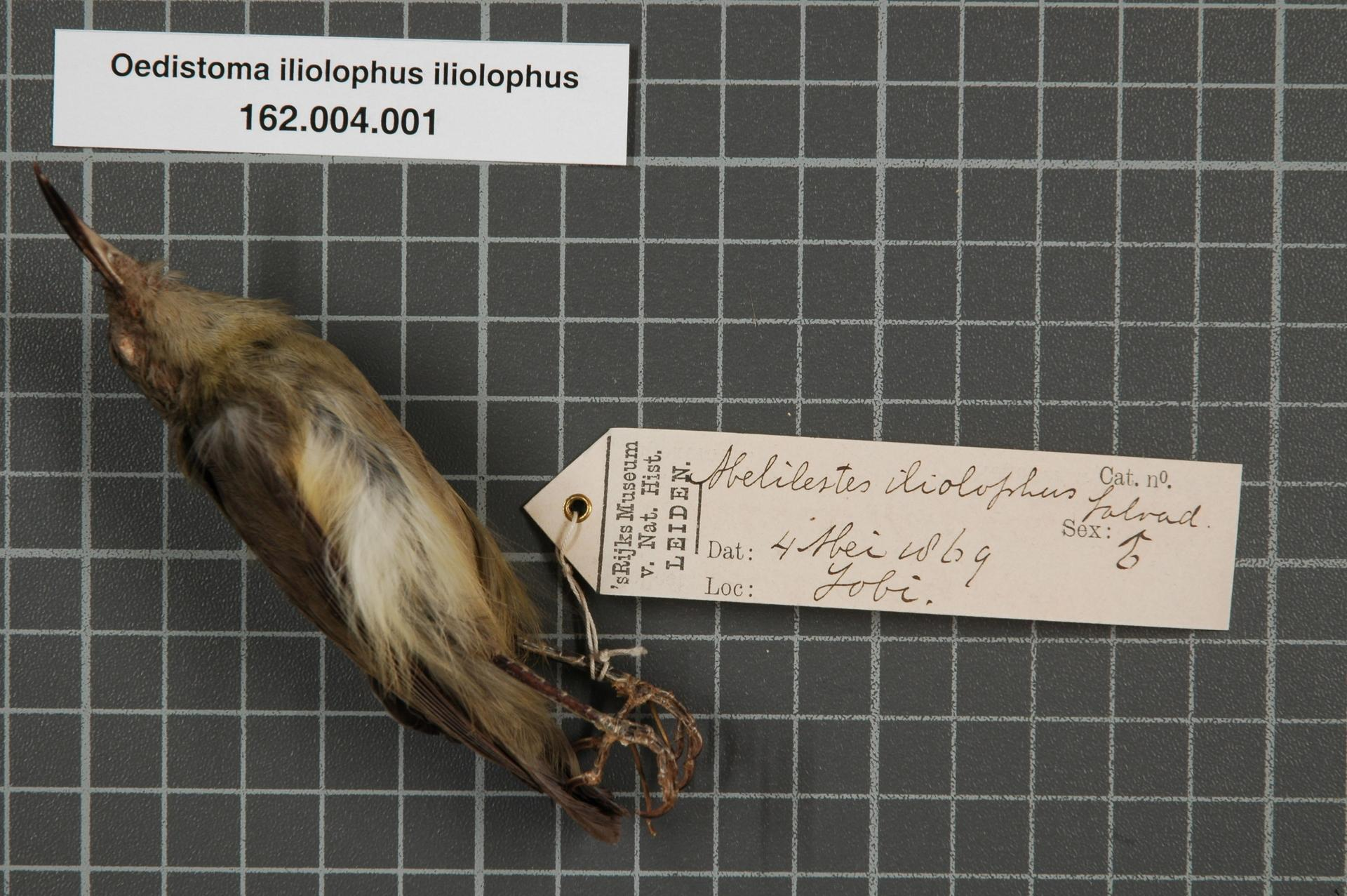
Maschio impagliato.

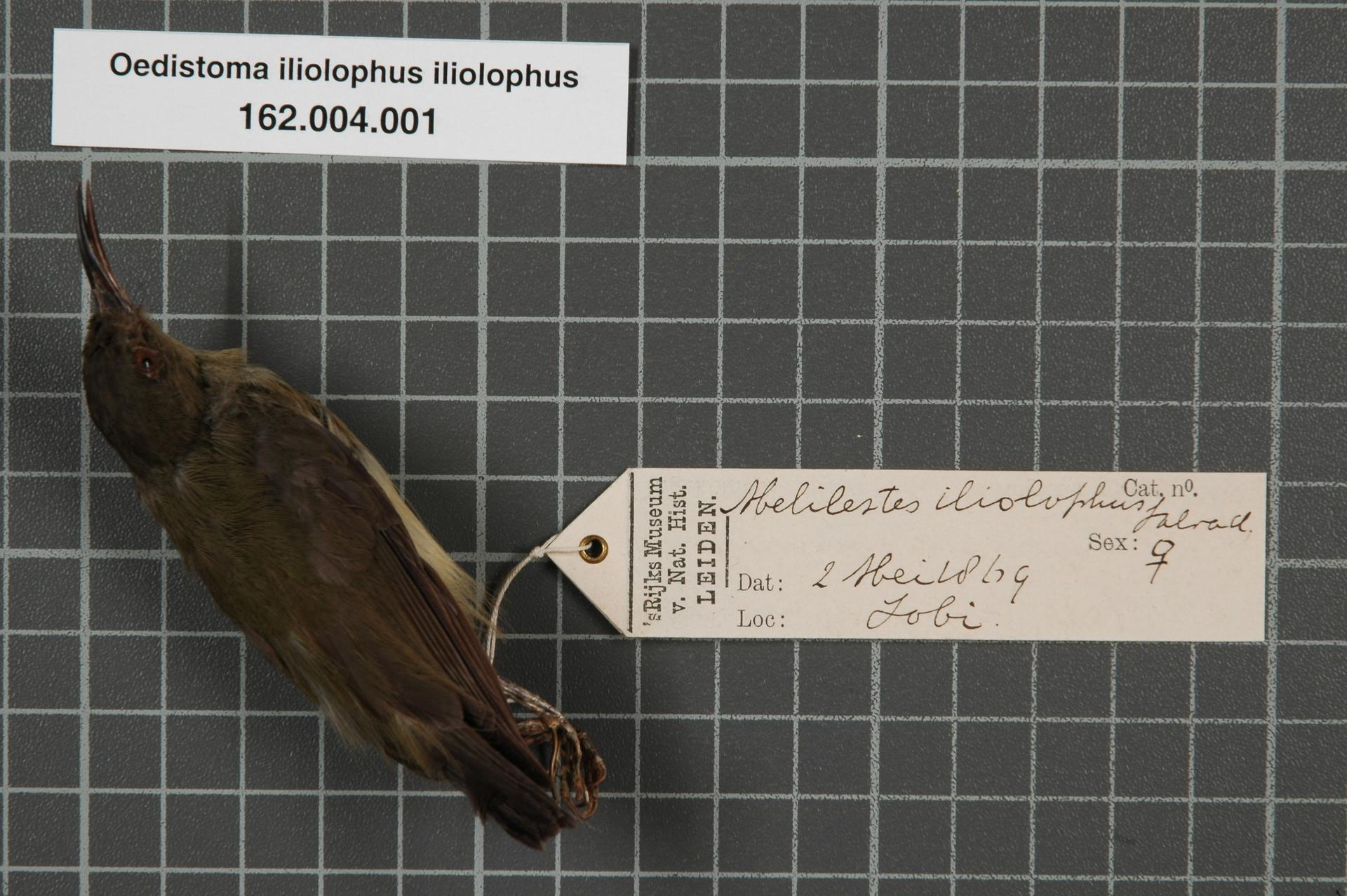
Femmina impagliata.

### Dimensioni
Misura 11 cm di lunghezza.

### Aspetto
Si tratta di uccelletti dall'aspetto massiccio e paffuto, muniti di lungo becco piuttosto sottile e ricurvo verso il basso, forti zampe, ali appuntite e corta coda squadrata: nel complesso, questi uccelli possono ricordare dei mangiamiele con coda più corta del normale, o delle nettarinie dalla colorazione particolarmente sobria.
Il piumaggio si presenta di colore grigio-olivastro su fronte, vertice, nuca, dorso, ali e coda, con queste ultime due aree più scure e tendenti al bruno-nerastro, mentre gola, petto, ventre e sottocoda sono di colore bianco-grigiastro, più chiaro nell'area ventrale e con tendenza a sviluppare decise sfumature bruno-giallastre (in particolar modo negli esemplari di sesso maschile) su petto, fianchi e scapole.
Il becco è di colore grigio alla base, e nerastro nella metà distale: le zampe sono anch'esse di colore nerastro, mentre gli occhi sono di colore bruno-rossiccio scuro.

## Biologia
Si tratta di uccelletti molto vivaci ed in continuo movimento, che vivono da soli o in coppie, muovendosi soprattutto fra i cespugli e le aree vicino al suolo tenendosi in contatto fra loro mediante acuti richiami pigolanti.

### Alimentazione
Il beccolungo nano è un uccello insettivoro, che integra la propria dieta con nettare e, sebbene sporadicamente, con piccoli frutti e bacche.

### Riproduzione
La riproduzione di questi uccelli sembrerebbe avvenire durante la stagione secca (agosto-ottobre), quando vengono osservati un maggior numero di giovani: mancano tuttavia altri dati al riguardo.

## Distribuzione e habitat
Il beccolungo nano è endemico della Nuova Guinea, dove è diffuso grossomodo in tutta l'isola (ad eccezione della fascia costiera meridionale a sud del fiume Fly, delle montagne più alte e del centro-sud di Papua Occidentale), nonché su alcune isole circonvicine.

Si tratta di uccelli stanziali, con gli stessi esemplari che vengono ricatturati anche a distanza di tempo sempre nello stesso tipo.
L'habitat di questi uccelli è rappresentato dalla foresta pluviale di pianura e collina, spingendosi anche sul limitare della foresta montana e colonizzando in alcune aree anche la foresta monsonica.

## Tassonomia
Se ne riconoscono tre sottospecie:
- Oedistoma iliolophus iliolophus (Salvadori, 1876) - diffusa in Nuova Guinea e nelle isole Schouten;
- Oedistoma iliolophus cinerascens (Stresemann & Paludan, 1932) - endemica di Waigeo;
- Oedistoma iliolophus fergussonis (Hartert, 1896) - endemica delle isole di D'Entrecasteaux.

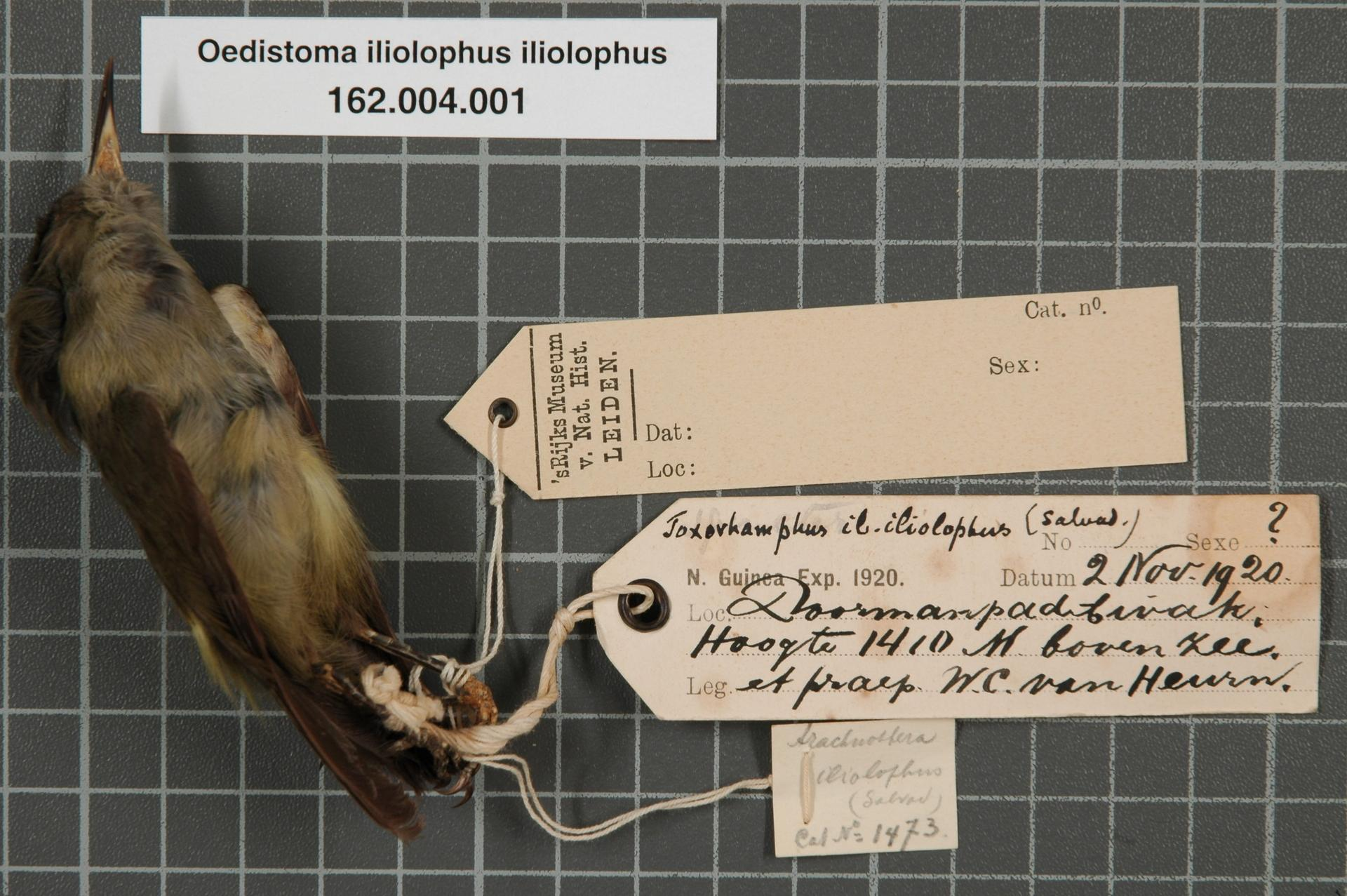
Maschio impagliato della sottospecien nominale.
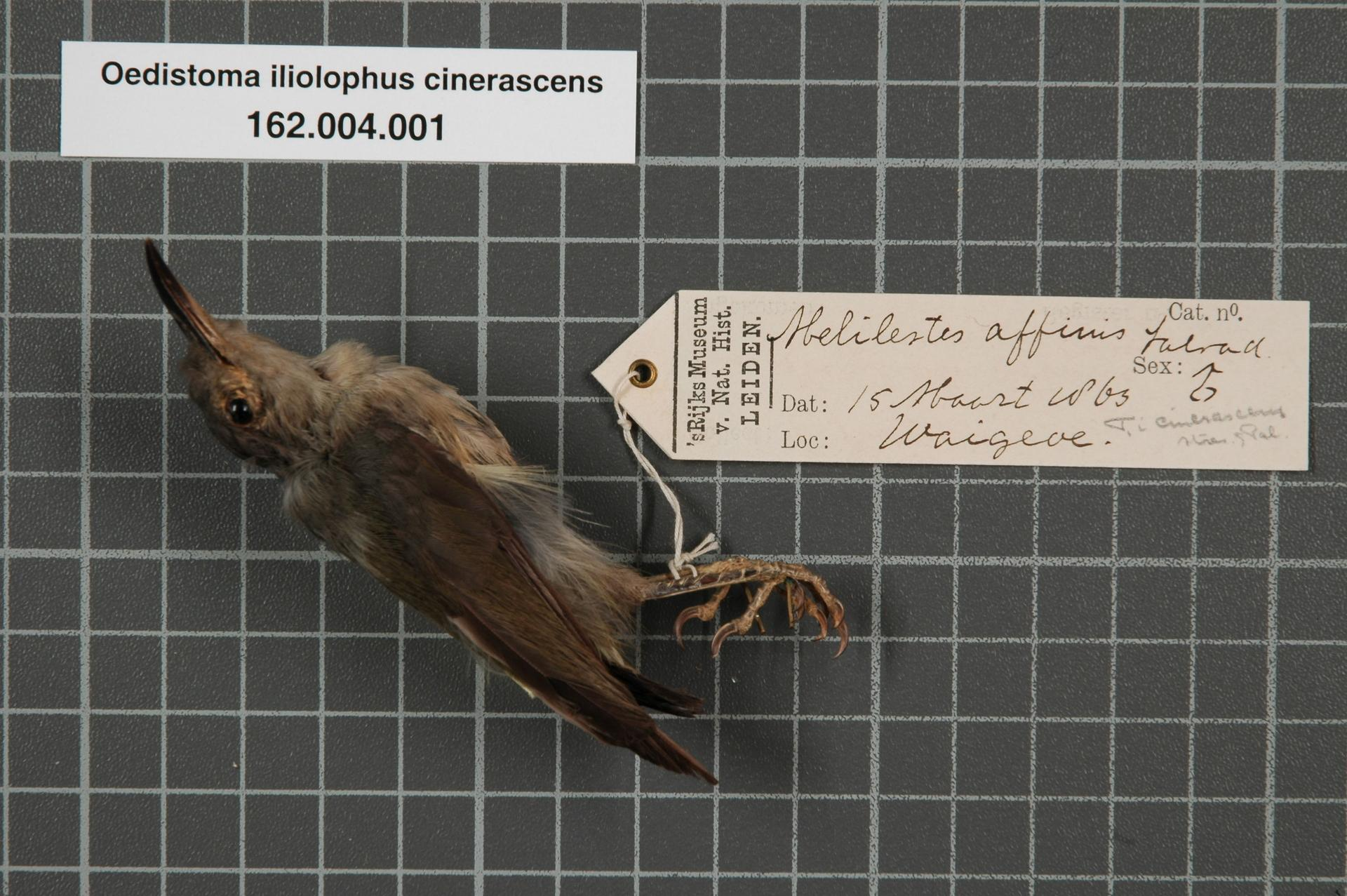
Maschio impagliato della sottospecie cinerascens.
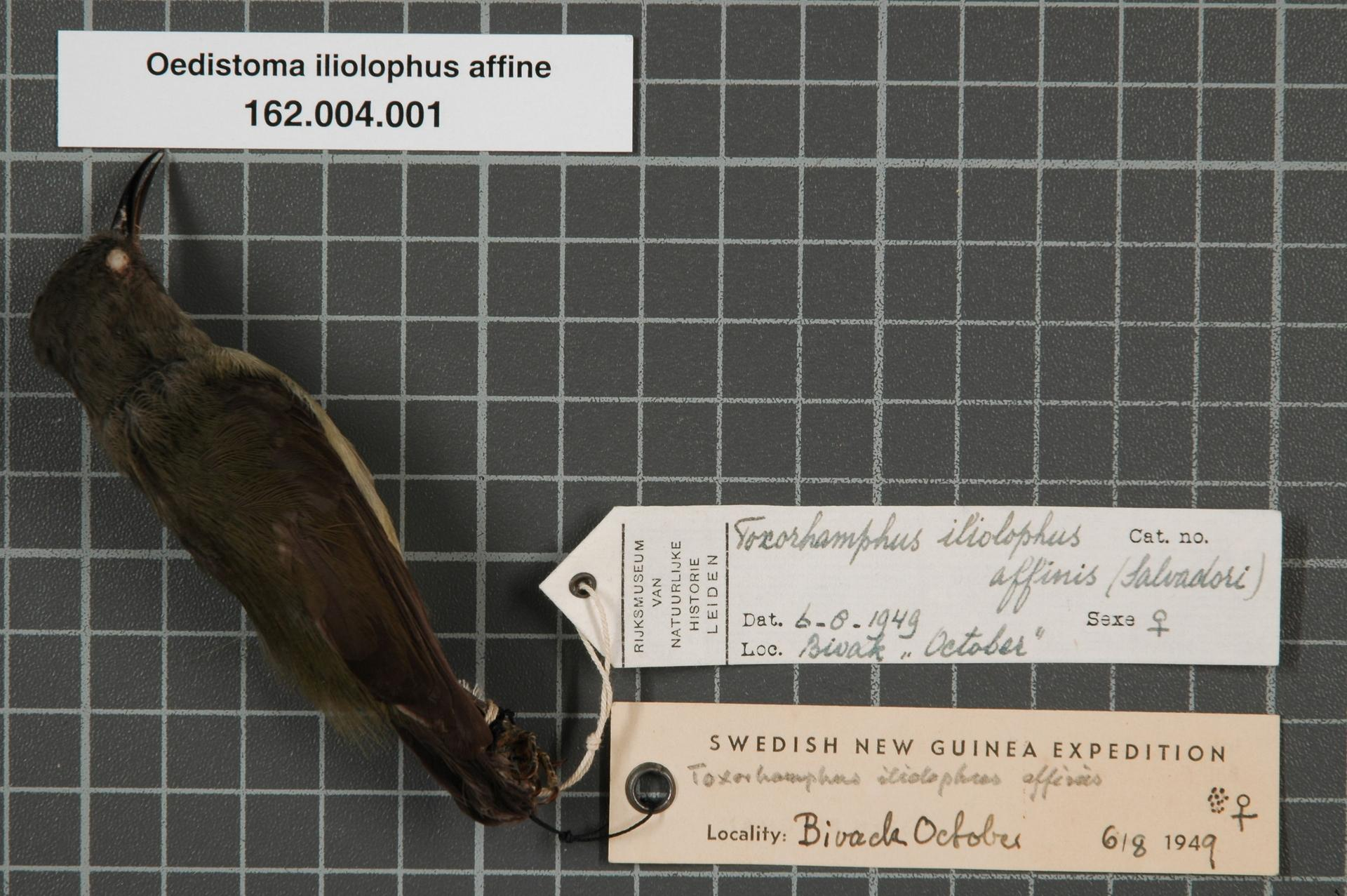
Maschio impagliato della "sottospecie" affine.

Alcuni autori riconoscerebbero inoltre una sottospecie affine della penisola di Doberai ed una sottospecie flavum della porzione di Nuova Guinea a sud della Cordigliera Centrale, ambedue sinonimizzate con la sottospecie nominale.